# دول سياه (مازو)
دول سیاه (بالفارسية: دول‌سیاه) هي قرية تقع في قسم مازو الريفي، بمقاطعة أنديمشك التابعة لمحافظة خوزستان، إيران. يقدر عدد سكانها بـ 34 نسمة حسب الإحصاء السكاني الذي تمّ في عام 2006.